# レンカク
レンカク（蓮鶴、学名：Hydrophasianus chirurgus）は、鳥綱チドリ目レンカク科に分類される鳥類の一種。本種のみでHydrophasianus属を形成する。

## 分布
ユーラシア大陸南東部（インドから中国まで）、スリランカ、台湾、フィリピンで繁殖し、北方の個体はインドネシア、マレーシア等に渡って越冬する。
日本では迷鳥として本州や四国、九州、南西諸島で数回観察されただけだったが、その後記録が増え南西諸島ではほぼ毎年記録されている。夏から秋にかけての記録が多いが、越冬例もある。

## 形態
全長31-58cm。夏羽では尾が長くなる。夏羽は頭、のど、翼が白、首の後ろが黄色、からだの羽毛は黒褐色になる。冬羽では尾が短くなり、目を貫いて胸まで走る黒い線ができる。からだの背中側の黒褐色もうすくなる。
後肢の指と爪が非常に長く、翼の曲がりの部分に翼距がある。

## 生態
湖や池沼等に生息する。長い指と爪によりかんじきのように圧力を分散させ、池の上に浮いたスイレンやヒシの葉の上を歩くことができる。水上に水草等を束ねた浮き巣を作る。
食性は雑食で植物の根や茎等だが、昆虫類や甲殻類、貝類等も食べる。繁殖期には「ピー　ピー」、その他の時期は「チュー　チュー」と鳴く。
繁殖期は5月から9月。繁殖形態は卵生で1回に3-4個の卵を産む。繁殖は一妻多夫で、卵とヒナの世話はオスが行う。生息場所は氾濫の危険があるため、タマシギと同じような繁殖形態を発達させたとみられる。ヒナは孵化するとすぐに歩くことができ、さらに泳ぐことや水にもぐることもできる。
レンカクはオスが子育てをするためにオスはメスにとって希少資源である。メスはオスの巣へ侵入し、抵抗するオスの子たちを殺す。オスはその後、メスとつがい、新たな子を育てる。（性的対立参照）